# Jordan Pop-Jordanow
Jordan Pop-Jordanow (mac. Јордан Поп Јорданов, ur. 23 listopada 1925 w Veliko Gradište, zm. 12 marca 2024 w Skopje) – macedoński elektrotechnik i fizyk.
Jordan Pop-Jordanow ukończył szkłę średnią w Sztipie. W 1956 roku ukończył studia na Wydziale Filozofii Uniwersytecie Świętych Cyryla i Metodego w Skopju, a w 1960 studia w zakresie fizyki technicznej na Wydziale Elektrotechniki Uniwersytetu w Belgradzie. Na tej samej uczelni w 1964 roku uzyskał stopień doktora elektrotechniki.
Odbył szereg szkoleń zawodowych w Anglii, Związku Radzieckim i Szwajcarii. Od 1960 pracował w Instytucie Badań Jądrowych Vinča. W 1971 roku przeniósł się na Wydział Elektrotechniki Uniwersytetu w Belgradzie, gdzie otrzymał stanowisko profesora. W latach 1977–1979 był dziekanem tej jednostki. w 1983 roku wrócił do Skopje.
W 1969 roku został wybrany członkiem korespondencyjnym Macedońskiej Akademii Nauk i Sztuk (MANU), w 1974 został jej członkiem rzeczywistym. Od 1984 do 1991 roku był prezesem MANU.
Jego publikacje naukowe dotyczyły głównie fizyki neutronowej, elektrotechniki, energii i zrównoważonego rozwoju, elektryczności mózgu oraz filozofii nauki.

## Odznaczenia
- Order Zasługi Republiki Macedonii (2007)[3]